# Kur del Non Ritorno

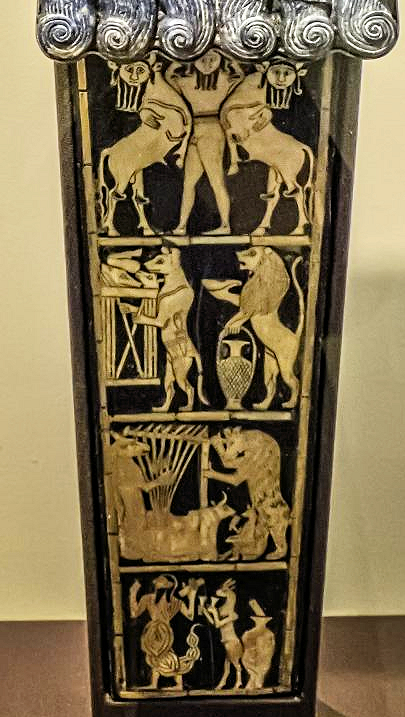
Scene del Kur del Non Ritorno con spiriti animali ed esseri ibridi sulla Lira dalla Testa di Toro di Ur, 2550 a.C.

Il Kur, Kurnugi o Kurnugia «Kur del Non Ritorno» o «Paese del Non Ritorno» (in sumerico: kur 𒆳 KUR; in accadico: erṣetu), chiamato anche Irkalla, Kukku, Arali e Kigal, è l'oltretomba della mitologia sumera. Il Kur del Non Ritorno assume diversi aspetti nel corso della storia della Mesopotamia a seconda della cultura mesopotamica di riferimento. Uno dei suoi aspetti più noti nella civiltà sumera è quello di una grande zona cavernosa buia e lugubre situata tra le montagne. L'unico cibo che gli spiriti dei defunti potevano mangiare era la polvere del suolo, ma i parenti del defunto offrivano spesso libagioni minerali sacre al suolo per offrirle da bere ai morti. In origine, nell'oltretomba sumero non esiste nessun tipo di giudizio finale per lo spirito dei morti, e i morti non sono né puniti né premiati per le azioni che hanno compiuto in vita. Tutti gli abitanti del Kur del Non Ritorno vivono da morti una prosecuzione dello stesso stile di vita che conducono i vivi, abitano nelle loro case, mangiano e svolgono azioni quotidiane. Per i sumeri, l'oltretomba è situato tra i Monti Zagros a est, dove dimorano gli spiriti dei morti, e solo in un secondo momento si enfatizza la sua ubicazione sotterranea. La sovrana dell'oltretomba è la dèa regina dei morti Ereškigal, che dimora nel suo palazzo reale Ganzir, nome che alle volte è adoperato come sinonimo stesso dell'oltretomba. Suo marito è alle volte o il Toro Celeste Gugalanna, «Ispettore del canale di An», oppure, soprattutto nelle storie di influenza semita più tarde, il dio della guerra Nergal. Dopo l'età accadica (2334–2154 a.C.), è invece Nergal in alcuni casi a ricoprire il ruolo di sovrano dell'oltretomba al posto di Ereškigal. Tra i sumeri, i sette cancelli dell'oltretomba sono tutti protetti dal guardiano Neti. Ereškigal ha come suo consigliere e attendente divino (sukkal) il dio Namtar. Secondo il mito della Discesa di Inanna negli inferi, il dio pastore della fertilità Dumuzi trascorre la metà autunnale-invernale dell'anno nell'oltretomba, mentre quando risorge nel mondo dei vivi in primavera, prende il suo posto sua sorella, la dèa scriba Geštinanna, che ha il compito di registrare i nomi dei defunti. L'oltretomba è anche la dimora di diversi demoni, come la Lamaštu divoratrice di infanti, il terribile demone dei quattro venti e daimon apotropaico Pazuzu, e i demoni gendarmi galla, che impediscono ai morti di scappare. 

## Etimologia e significato dei nomi
I sumeri adoperavano molti nomi diversi per indicare l'oltretomba, tra cui Arali, Irkalla, Kukku, Kur, Kigal, and Ganzir. Tutte queste espressioni verranno in seguito trasposte nella lingua e cosmologia accadiche. Più comunemente, l'oltretomba viene semplicemente designata come «terra» o «sabbia», così come dai termini Kur e Ki in sumerico, corrispettivo del termine erṣetu in accadico. Quando utilizzato in riferimento all'oltretomba, la parola "Kur" di solito significa "terra", ma talvolta questo significato viene confuso con un altro possibile significato della parola "Kur" come "montagna". Il segno cuneiforme per Kur veniva scritto in modo ideografico con il segno cuneiforme 𒆳, un pittogramma di una montagna. A volte l'oltretomba viene chiamato la "terra senza ritorno", il "deserto" o il "mondo inferiore". Il nome più comune per la terra e l'oltretomba in accadico è "erṣetu", ma altri nomi per l'oltretomba includono: "ammatu", "arali / arallû", "bīt ddumuzi" ("Casa di Dumuzi"), "danninu", "erṣetu la târi" ("Terra senza Ritorno"), "ganzer / kanisurra", "ḫaštu", "irkalla", "kiūru", "kukkû" ("Oscurità"), "kurnugû" ("Terra senza Ritorno"), "lammu", "mātu šaplītu" e "qaqqaru". Nel mito di Nergal ed Ereshkigal viene anche chiamato Kurnugi.

## Condizione degli spiriti dei morti nell'oltretomba
Tutti gli spiriti dei defunti dimorano nello stesso aldilà, le azioni di una persona in vita non inficiano in nessun modo la condizione che vivrà il suo spirito nell'oltretomba. Tra i sumeri non è previsto nessun tipo di giudizio per il defunto, ogni spirito si limita a presentarsi al cospetto della regina Ereškigal, che li dichiara solennemente morti, dopodiché la dèa scriba Geštinanna ne registra il nome, certificandone l'appartenenza e la residenza nel nuovo regno. Gli spiriti nel Kur si cibano solo di polvere arida, perciò i loro parenti ancora vivi si preoccupano di offrire loro periodicamente delle libagioni rituali attraverso un tubo d'argilla conficcato nella tomba del morto, per consentirgli di bere. Per questo motivo, tra i sumeri è auspicabile avere molti discendenti, di modo che possano continuare a onorare gli antenati nutrendoli per molti anni a venire. Coloro che sono morti senza figli sono tra quelli che soffrono di più nell'oltretomba, perché non ricevono niente da bere, e per questo motivo possono trasformarsi in spettri demoniaci che perseguitano i vivi. Allo stesso modo anche la musica, nel caso dei più privilegiati, può alleviare il grigiore dell'oltremondo. In alcuni casi i morti sono descritti come nudi o rivestiti di piume d'uccello, un'immagine che ne veicola l'ibridezza. Sembra che alcuni tesori presenti nelle tombe più ricche siano offerte al dio sole Utu e ai grandi dèi cosmici Anunnaki, per auspicare che il defunto riceva dei buoni trattamenti nell'oltretomba. Durante il periodo di Ur III (2112-2004 a.C.) avviene un mutamento dei presupposti sul tipo di trattamento che riceveranno i defunti, per cui la condizione dello spirito di un morto nell'oltretomba è determinata ora dal modo in cui viene seppellito. Chi è seppellito con celebrazioni e riti sontuosi sarà trattato bene, mentre chi viene seppellito senza cerimonie e con poco riguardo se la passerà male e sarà trattato con indifferenza. Coloro che non ricevono degna sepoltura o il cui corpo è irrimediabilmente compromesso, come chi muore bruciato o viene cremato, oppure chi è morto disperso in solitudine nel deserto, non godrà di nessun tipo di esistenza nell'oltretomba, ma anzi il suo spirito cessa del tutto di esistere.

## Geografia
Una scala conduce alle porte dell'oltretomba. Di solito, l'oltretomba stesso è situato ancora più in profondità dell'Abzû. In altre tradizioni sembra tuttavia che sia situato in un luogo remoto e inaccessibile sulla terra, forse da qualche parte a ovest. Questa tradizione alternativa è suggerita dal fatto che l'oltretomba viene talvolta chiamato "deserto" e dal fatto che fiumi effettivi situati lontano da Sumer sono a volte indicati come il "fiume dell'oltretomba". Si riteneva che l'oltretomba avesse sette porte, attraverso le quali un'anima doveva passare. Tutte e sette le porte erano protette da chiavistelli. Il dio Neti era il custode delle porte. Il sukkal o messaggero di Ereshkigal era il dio Namtar. Durante la notte, si credeva che il dio sole Utu viaggiasse attraverso l'oltretomba mentre si dirigeva verso est in preparazione per l'alba. Un'opera letteraria sumerica fa riferimento a Utu che illumina l'oltretomba e distribuisce giustizia, mentre l'inno a Shamash 31 (BWL 126) afferma che Utu funge da giudice dei morti nell'oltretomba insieme a malku, kusu e agli Anunnaki. Nel suo percorso attraverso l'oltretomba, si credeva che Utu attraversasse il giardino del dio sole, che conteneva alberi che producevano gemme preziose come frutti. L'inno sumerico di Inanna e Utu contiene un mito etiologico in cui la sorella di Utu, Inanna, supplica suo fratello Utu di portarla a Kur, così da poter assaporare il frutto di un albero che cresce lì e che le rivelerà tutti i segreti del sesso. Utu acconsente e, a Kur, Inanna assapora il frutto e acquisisce conoscenza del sesso.

## Abitanti dell'oltretomba

### La dèa Ereškigal e la sua famiglia divina
Per tutte le culture mesopotamiche, l'oltretomba è la dimora di diverse deità. La regina dell'oltretomba è la dèa Ereškigal, che risiede nel suo palazzo Ganzir. Durante l'epoca sumera, il suo principale consorte è il Toro Celeste Gugalanna, mentre in seguito, dopo l'età accadica, è il dio della morte Nergal. Il custode delle sue sette porte è il dio Neti, il suo attendente e consigliere (sukkal) è il dio Namtar. Nel poema e mito della Discesa di Inanna negli inferi, Ereškigal è descritta come sorella maggiore della dèa Inanna. Gugalanna è il primo marito di Ereškigal e potrebbe essere semplicemente un nome alternativo per il dio Ennugi. Il figlio di Ereškigal e Gugalanna è Ninazu. Nel mito, Inanna dice al custode Neti che sta entrando nell'oltretomba per partecipare al funerale di «Gugalanna, il marito della mia sorella maggiore Ereškigal». Durante il periodo accadico (2334-2154 a.C.), il ruolo di Ereškigal come sovrana dell'oltretomba viene assegnato a Nergal. Gli accadi cercarono di armonizzare questa duplice sovranità dell'oltretomba facendo di Nergal il marito di Ereškigal. Nergal è la divinità più spesso identificata come marito di Ereškigal, associato alle febbri, alle epidemie e alla guerra, o anche agli incendi boschivi, e perciò talvolta identificato con il dio del fuoco Gibil. Nei miti, Nergal causa distruzione e devastazione. Ninazu è il figlio di Ereškigal e il padre di Ningizzida. È strettamente associato all'oltretomba. Era principalmente venerato ad Eshnunna durante il terzo millennio a.C., ma fu successivamente soppiantato dal dio tempestoso urrita Tishpak. Un dio chiamato Ninazu veniva anche venerato a Enegi nel sud di Sumer, ma potrebbe essere un diverso dio locale con lo stesso nome. La sua bestia divina era il Serpente-Drago leonino Mušḫuššu, successivamente preso da Tishpak e poi da Marduk con le rispettive conquiste urrita e babilonese di Eshnunna. Ningizzida è un dio che di solito risiede nell'oltretomba. È il figlio di Ninazu e il suo nome potrebbe derivare etimologicamente da una frase che significa "Signore dell'Albero Buono". Nel poema sumerico "La morte di Gilgamesh", l'eroe Gilgamesh muore e incontra Ningizzida, insieme a Dumuzi, nell'oltretomba. Gudea, il re sumerico della città-stato di Lagash, venerava Ningizzida come suo protettore personale. Nel mito di Adapa, Dumuzi e Ningizzida sono descritti come guardiani delle porte del Cielo di An. Ningizzida era associato alla costellazione dell'Idra.

### Altre divinità dell'oltretomba
Dumuzid, noto in seguito nella forma corrotta di Tammuz, è l'antico dio mesopotamico dei pastori e il principale consorte della dea Inanna. Sua sorella è la dea Geshtinanna. Oltre a essere il dio dei pastori, Dumuzid era anche una divinità agricola associata alla crescita delle piante. I popoli dell'Antico Vicino Oriente associavano Dumuzid alla primavera, quando la terra era fertile e abbondante, ma, durante i mesi estivi, quando la terra era arida e sterile, si pensava che Dumuzid avesse "messo fine alla sua vita". Durante il mese di Dumuzid, che cadeva a metà estate, la gente di tutto il Sumer piangeva la sua morte. Un gran numero di storie popolari circolavano in tutto il Vicino Oriente riguardo alla sua morte. Geshtinanna è una dea agricola rurale talvolta associata all'interpretazione dei sogni. È la sorella di Dumuzid, il dio dei pastori. In una storia, protegge suo fratello quando i demoni galla vengono a trascinarlo nell'oltretomba nascondendolo successivamente in quattro luoghi diversi. In un'altra versione della storia, rifiuta di dire ai galla dove si sta nascondendo, anche dopo essere stata torturata. I galla alla fine portano via Dumuzid dopo essere stati traditi da un "amico" anonimo, ma Inanna decreta che lui e Geshtinanna si alterneranno ogni sei mesi, passando ciascuno metà dell'anno nell'oltretomba mentre l'altro rimane in cielo. Mentre è nell'oltretomba, Geshtinanna serve come scriba di Ereshkigal. Lugal-irra e Meslamta-ea sono una coppia di dei gemelli che venivano venerati nel villaggio di Kisiga, situato nel nord della Babilonia. Erano considerati guardiani delle porte e potrebbero essere stati originariamente immaginati come una coppia di gemelli che vigilavano alle porte dell'oltretomba, tagliando i morti in pezzi mentre passavano attraverso le porte. Durante il periodo neo-assiro (911-609 a.C.), piccole rappresentazioni di loro venivano sepolte agli ingressi, con Lugal-irra sempre a sinistra e Meslamta-ea sempre a destra. Sono identici e sono raffigurati con cappelli cornuti, ciascuno con un'ascia e una mazza. Sono identificati con la costellazione dei Gemelli, che prende il nome da loro. Neti è il custode delle porte dell'oltretomba. Nella storia della "Discesa di Inanna nell'oltretomba", guida Inanna attraverso le sette porte dell'oltretomba, togliendole un indumento ad ogni porta in modo che quando si presenta davanti a Ereshkigal sia nuda e simbolicamente impotente. Belet-Seri è una dea ctonica dell'oltretomba che si pensava registrasse i nomi dei defunti quando entravano nell'oltretomba. Enmesarra è una divinità minore dell'oltretomba. Sette o otto altre divinità minori erano considerate sue discendenti. Il suo simbolo era il suššuru (una specie di piccione). In una formula magica, Enmesarra e Ninmesharra, la sua controparte femminile, vengono invocati come antenati di Enki e come divinità primordiali. Ennugi è "l'ispettore dei canali degli dei". È il figlio di Enlil o Enmesarra e sua moglie è la dea Nanibgal. È associato all'oltretomba e potrebbe essere Gugalanna, il primo marito di Ereshkigal, sotto un nome diverso.

### I demoni che abitano l'oltretomba
Gli antichi mesopotamici credevano anche che l'oltretomba fosse la dimora di molti demoni, talvolta indicati come "prole di arali". Questi demoni potevano a volte lasciare l'oltretomba e terrorizzare gli esseri mortali sulla terra. Una classe di demoni che si credeva risiedesse nell'oltretomba era conosciuta come galla; il loro scopo principale sembrava essere trascinare sfortunati mortali indietro a Kur. Sono frequentemente menzionati in testi magici, e alcuni testi li descrivono come sette in numero. Diversi poemi esistenti descrivono i galla che trascinano il dio Dumuzid nell'oltretomba. Come altri demoni, tuttavia, i galla potevano anche essere benevoli e, in un inno del re Gudea di Lagash (2144-2124 a.C.), un dio minore chiamato Ig-alima è descritto come "il grande galla di Girsu". I demoni non avevano un culto nella pratica religiosa mesopotamica poiché i demoni "non conoscono cibo, non conoscono bevande, non mangiano offerte di farina e non bevono libagioni". Lamashtu era una dea demoniaca con "testa di leone, denti di asino, seni nudi, corpo peloso, mani macchiate (di sangue?), dita lunghe e unghie, e piedi di Anzû". Si credeva che si nutrisse del sangue dei neonati umani e fosse ampiamente accusata come causa di aborti spontanei e morti in culla. Anche se Lamashtu è tradizionalmente identificata come una demone, il fatto che potesse causare il male da sola, senza il permesso di altre divinità, indica fortemente che era vista come una dea a tutti gli effetti. I popoli mesopotamici si proteggevano da lei usando amuleti e talismani. Si credeva che navigasse sulla sua barca sul fiume dell'oltretomba ed era associata agli asini. Si riteneva fosse la figlia di An. Pazuzu è un dio demoniaco ben noto agli babilonesi e agli assiri per tutto il primo millennio a.C. È raffigurato con "una faccia piuttosto canina con occhi anormalmente sporgenti, un corpo squamoso, un pene a testa di serpente, artigli da uccello e solitamente ali". Si credeva fosse il figlio del dio Hanbi. Di solito era considerato malvagio, ma a volte poteva anche essere un'entità benefica che proteggeva dai venti portatori di pestilenza e si pensava potesse costringere Lamashtu a tornare nell'oltretomba. Amuleti con la sua immagine venivano posizionati nelle abitazioni per proteggere i neonati da Lamashtu, e le donne incinte indossavano frequentemente amuleti con la sua testa come protezione da lei. Il nome di Šul-pa-e significa "brillantezza giovanile", ma non era immaginato come un dio giovane. Secondo una tradizione, era il consorte di Ninhursag, una tradizione che contraddice la rappresentazione usuale di Enki come consorte di Ninhursag. In un poema sumerico, si offrivano doni a Šul-pa-e nell'oltretomba e, nella mitologia successiva, era uno dei demoni dell'oltretomba.